# Integrador
El integrador es un dispositivo que en su salida realiza la operación matemática de integración. Los integradores electromecánicos son usados en aplicaciones tales como medición del flujo de agua o de potencia eléctrica. Los integradores electrónicos fueron la base del computador analógico. 

## Integrador en el procesamiento de señales

Diagrama circuital de un amplificador operacional configurado como integrador.

Un integrador electrónico es una forma de filtro pasa bajo de primer orden que se basa en una red resistencia-condensador, conectados a través de un amplificador operacional. Los hay de dos tipos: el integrador de tensión el cual realiza una integración de una tensión eléctrica, midiendo así un flujo eléctrico total y el integrador de corriente que realiza la integración en el tiempo de una corriente eléctrica, midiendo así una carga eléctrica total. El integrador de corriente es también usado para medir la carga eléctrica en un vaso de Faraday en un analizador de gas residual para medir las presiones parciales de los gases en el vacío. Otra aplicación del integrador de corriente se encuentra en la técnica de la deposición por haz de iones, donde la carga medida se corresponde directamente con el número de iones depositados sobre un sustrato, suponiendo que el estado de carga de los iones se conoce. En este caso, los terminales de corriente del integrador deben estar conectados a la fuente de iones y el sustrato, cerrando el circuito eléctrico que en parte viene dado por el haz de iones.

## En simulación por computadora
En la física computacional, simulaciones por computadora, tales como la predicción numérica del clima, la dinámica molecular, simuladores de vuelo, simulación de yacimientos, diseño de barreras acústicas, acústica arquitectónica, y la simulación de circuitos electrónicos, un integrador ofrece un método numérico para la integración de las trayectorias de las fuerzas (y por tanto las aceleraciones) que se calculan sólo en pasos de tiempo discretos.
Existe una variedad de métodos explícitos e implícitos usados en las simulaciones por computadora. El tipo más básico y menos preciso de integración numérica es integración de Euler. La integración de Verlet mejora la precisión de la integración dentro de los términos de cuarto orden de las Series de Taylor, y el método de Runge-Kutta mejora aún más esta precisión dentro de los términos de quinto orden de las series de Taylor. 

## Integradores mecánicos
Los integradores mecánicos fueron elementos clave en los analizadores diferenciales mecánicos, usados para resolver problemas prácticos de física. Estos mecanismos fueron también usados en sistemas de control tales como reguladores de flujo o de temperatura en procesos industriales.